# Federico Negrotto Cambiaso
Federico Negrotto Cambiaso, marchese (Cavi Di Lavagna, 28 febbraio 1876 – Genova, 20 maggio 1967), è stato un militare e politico italiano.

## Biografia
Originario di una famiglia nobile genovese nel 1889 entra all'Accademia navale di Livorno, uscendone nel 1895 col grado guardiamarina. Dopo aver preso parte alle coeve imprese coloniali in Africa entra a far parte del Corpo di spedizione italiano in Cina, inviato per contrastare la rivolta anti coloniale dei Boxer. Nel 1907, diventato nel frattempo ufficiale, prende parte alla spedizione capeggiata da Luigi Amedeo di Savoia-Aosta per la conquista della cima del Karakorum. 
Promosso capitano di vascello prende parte dapprima alla guerra italo-turca, in seguito alla prima guerra mondiale imbarcato sulle corazzate Dante Alighieri e Andrea Doria, e sui cacciatorpediniere Pilade Bronzetti e Vincenzo Giordano Orsini.
Dopo la guerra, decorato di medaglia di bronzo e croce di guerra, trascorre alcuni anni a Livorno, dove segue gli studi del principe Aimone di Savoia-Aosta, iscritto all'Accademia. All’inizio degli anni Venti segue il Duca degli Abruzzi in Somalia, dove ricopre la carica di consigliere di amministrazione della Società agricola italo-somala. 
Nell'aprile del 1922, passato alla riserva, aderisce al Fascismo ed entra a far parte del consiglio della federazione di Genova, della quale assume nel 1927 la segreteria. Da Federale della città è incaricato di procedere alla normalizzazione del partito allontanando dai posti di dirigente gli squadristi e gli elementi più estremisti
Conserva la carica fino al 1929, anno in cui assume la presidenza del Consorzio del porto di Genova. Mantiene la carica fino al 1942. Nel lungo periodo della sua presidenza sono messe in cantiere numerose opere, tra le quali la diga Principe Umberto, il molo Costanzo Ciano e trasformazione del ponte Andrea Doria e della stazione marittima, destinata in quegli anni ai grandi transatlantici. 
Sul fronte politico nel 1934 entra a far parte del direttrorio genovese del PNF e viene inserito nella lista nazionale dei candidati alla Camera. Nel 1939 entra far parte della Camera dei fasci e delle corporazioni come rappresentante dei datori di lavoro nel Consiglio della Corporazione del mare e dell’aria.
Nel corso degli anni '30 ha ricoperto numerose cariche. È stato presidente della Società di navigazione Italia dal 1932 al 1944, per la quale ha promosso la costruzione delle navi necessarie all’esercizio delle linee dirette nelle due Americhe e verso il Nord Europa. Alla scomparsa del Duca degli Abruzzi assume la presidenza della Società agricola italo-somala e della Società Saccarifera Somala.
Attivo fino a tutta la seconda guerra mondiale nel 1945 abbandona tutte le cariche si ritira a vita privata fino alla scomparsa.